# 聖埃萊納 (烏蘇盧坦省)
聖埃萊納（西班牙語：Santa Elena），是薩爾瓦多的城鎮，位於該國東南部，由烏蘇盧坦省負責管轄，面積54.92平方公里，海拔高度162米，2007年人口17,342，人口密度每平方公里315.77人。
13°23′N 88°25′W / 13.383°N 88.417°W